# Esperanza (telenovela)
Esperanza es una telenovela dramática chilena creada por Alejandro Cabrera y Larissa Contreras coproducida por Televisión Nacional de Chile y My Friend. Se estrenó el 29 de agosto de 2011, y concluyó el 23 de enero de 2012.
Protagonizada por Daniela Ramírez en el personaje titular, junto a Álvaro Escobar, y con Íngrid Cruz en el papel antagónico.

## Sinopsis
Una joven peruana llega a Chile para trabajar como asesora del hogar en una residencia del barrio alto. Allí se encuentra con que el dueño de casa, un importante empresario, es un antiguo amor: nada menos que el padre de su hijo diabético de 8 años.

## Reparto
Una lista completa del reparto confirmado se publicó a través de Televisión Nacional de Chile el 9 de abril de 2011.

### Principales
- Daniela Ramírez como Esperanza Reyes[6]
- Álvaro Escobar como Juan Pablo Marticorena
- Íngrid Cruz como Beatriz Solovera
- Patricio Achurra como Génaro Solovera
- Shlomit Baytelman como Trinidad Vergara
- Osvaldo Silva como Ulises Leighton
- Teresita Reyes como Carmen Salazar
- José Martínez como Elías Rocco
- Lorena Capetillo como Susana Farías
- Erto Pantoja como Anselmo Quispe
- Marcelo Valdivieso como Héctor Arguedas
- Víctor Montero como Jesús Vargas
- Claudio González como Luis Reyes
- Matías López como Ignacio Marticorena
- Patricio Ossa como Ariel Marticorena
- Sebastián Gallardo como Rodrigo Marticorena

## Producción
Esperanza fue un proyecto de Televisión Nacional, al que postuló a un concurso del Consejo Nacional de Televisión de Chile (CNTV), resultando ganadora y recibiendo como premio un fondo de 479.877.677 pesos para su realización.
La postulación y la dirección del tráiler estuvo a cargo del guionista y director Onell López. Al postular, se presentó un teaser con un elenco distinto al final, contando con las participación de Loreto Aravena como Esperanza, Francisco Pérez Bannen como Juan Pablo y María José Prieto como Beatriz.

## Audiencia
| Año  | Emisión original     | Emisión original | Emisión original    | Emisión original | Espectadores | Total cuota% |
| Año  | Estreno              | Cuota%           | Término             | Cuota%           | Espectadores | Total cuota% |
| ---- | -------------------- | ---------------- | ------------------- | ---------------- | ------------ | ------------ |
| 2011 | 29 de agosto de 2011 | 10,5%            | 23 de enero de 2012 | 12,6%            | —            | 10,5%        |

## Banda sonora
| Intérprete          | Tema                   | Personaje(s)             | Actor(es)                             |
| ------------------- | ---------------------- | ------------------------ | ------------------------------------- |
| La Guacha           | Esperanza              | Tema principal/Esperanza | Daniela Ramírez                       |
| Los Vásquez         | Miénteme una vez       | Esperanza y Juan Pablo   | Daniela Ramírez y Álvaro Escobar      |
| Luis Fonsi          | Nada es para siempre   | Beatriz y Elías          | Ingrid Cruz y José Martínez           |
| Luciano Pereyra     | Historia de amor       | Beatriz y Juan Pablo     | Ingrid Cruz y Álvaro Escobar          |
| Alonso Núñez        | Tan solo en tu voz     | Esperanza y Jesús        | Daniela Ramírez y Víctor Montero      |
| Alberto Plaza       | Milagro de Abril       | Susana y Héctor          | Lorena Capetillo y Marcelo Valdivieso |
| Marco Antonio Solis | Mi eterno amor secreto | Trinidad y Ulises        | Schlomit Baytelman y Osvaldo Silva    |
| Los Panchos         | Historia de un amor    | Trinidad y Genaro        | Schlomit Baytelman y Patricio Achurra |
| Frank Reyes         | Nada de Nada           | Esperanza e Ignacio      | Daniela Ramírez y Matías López        |

## Emisión internacional
- Bolivia: Bolivisión.
- El Salvador: Canal 12.
- Guatemala: Canal 3.
- Paraguay: SNT.
- Perú: Global Televisión.
- Nicaragua: Canal 4 .
- República Dominicana: Antena 7.